# 福永浩介
福永 浩介（ふくなが こうすけ、1939年（昭和14年）8月30日 - 2020年（令和2年）9月14日）は、日本の政治家。熊本県人吉市長。

## 人物
東京都に生まれる。1963年、慶應義塾大学商学部を卒業。同年東洋レーヨンに入社。1979年退職。福田赳夫・安倍晋太郎の秘書を務める。1979年～1986年まで、4回連続で衆議院旧熊本2区から出馬するが敗退。
1987年5月より人吉市長を5期務めるが、2007年3月3日、人吉球磨広域行政組合が運営するし尿処理施設建設をめぐる汚職事件で収賄の疑いで逮捕され、懲役2年6ヶ月、執行猶予3年、追徴金50万円の有罪判決を受けた。
2020年9月14日、急性循環不全のため死去、81歳。

## 親族
- 父：福永一臣（元自由民主党衆議院議員）
- 継母：斎藤美津子（国際基督教大学名誉教授）
- 祖父（母の父）：斎藤保義（銀行家・元東京銀行監査役）
- 叔父（母の弟）：斎藤明（元毎日新聞社社長・会長）
- 妻：福永京子（元労働大臣・石田博英の次女）
- 義兄：三宅和助（元シンガポール大使、妻の姉の夫）
- 義理の姪：三宅雪子（元衆議院議員）